# Бергско-Меркишское холмистое низкогорье
Бергско-Меркишское холмистое низкогорье (нем. Bergisch-Märkisches Hügelland) — природный регион 5-го порядка по системе классификации физико-географического районирования Германии. Он имеет порядковый номер 3371.1 и расположен в земле Северный Рейн-Вестфалия. Входит в природный регион 4-го порядка 3371 (Нижнебергско-Меркишское холмистое низкогорье).

## Общая характеристика
Территориально природный район расположен в холмистой местности между долинами рек Вуппер, Швельме и Эннепе на юге и рекой Рур на севере и востоке. На западе холмистая местность переходит в Нижнебергскую страну, большую часть которой составляет природный район «Нижнебергские высокие террасы» (порядковый номер 3371.0). Наиболее известным ландшафтом Бергско-Меркишского холмистого низкогорья является так называемая Эльфрингхаузенская Швейцария.
К городам и общинам полностью или частично расположенных в природном районе относятся Фельберт, Эссен (районы Байфанг, Купфердре), Вюльфрат, Вупперталь (северная часть), Шпрокхёфель, Гевельсберг (северная часть), Хаттинген (южнее центра города), Веттер (к западу от реки Рур), Виттен (южнее и восточнее реки Рур) и Хаген (севернее реки Эннепе и западнее реки Рур.
Геологической основой района являются смятые в складки отложения девонского и каменноугольного периодов (граувакка, сланцы, песчаники, кварциты и известняки). В рельефе чередуются продолговатые и круглые по форме холмы. На юго-востоке района наибольшие отместки высот достигают 300 м. Большинство рек и ручьёв дренируют местность в северном направлении (к реке Рур). Почвообразовательные процессы преобразуют песчано-глинистую основу с включением обломков горных пород в горные песчанистые и глинистые почвы.

## Физико-географическое подразделение территории
На территории Бергско-Меркишского холмистого низкогорья выделяются следующие природные районы:
- 3371.10 Фельбертская возвышенность
- 3371.11 Фосснаккен
- 3371.12 Харденбергское холмистое низкогорье
- 3371.13 Меркишское куэстовое низкогорье
- 3371.14 Рурское куэстовое низкогорье
- 3371.15 Хасслингхаузенский хребет
- 3371.16 Дорнапская известняковая область
- 3371.17 Вюльфратская известняковая область
- 3371.18 Дюссельское холмистое низкогорье